# Aschenbrenner
Aschenbrenner (auch Pottaschbrenner) ist eine historische Berufsbezeichnung. 
Aufgabe eines Aschenbrenners war die Herstellung von Pottasche (chemisch: Kaliumcarbonat) aus Holzasche. Aus der Asche wurde durch Auslaugen mit Wasser und Sieden die Pottasche gewonnen.

## Geschichte
Pottasche wurde beim Färben, in der Seifensiederei, für die Glasherstellung in Glashütten und für das Entfetten von Schafwolle eingesetzt. Historisch wurde Pottasche weiterhin benötigt als Düngemittel, bei der Herstellung von Schießpulver und im Haushalt als Waschmittel, Weich- und Weißmacher sowie auch als Backtriebmittel.
Nachdem der Waldbestand immer mehr zurückging und im 12. Jahrhundert vielerorts das Schlagen und Verbrennen von Bäumen begrenzt oder verboten wurde, sammelten die Aschenbrenner auch totes Holz aus den Wäldern sowie die Herdasche der Bevölkerung ein. Die Verarbeitung erfolgte teilweise in Aschenhäusern.
Im ausgehenden 19. Jahrhundert ging der Beruf des Aschenbrenners durch die zunehmende Bedeutung der Kohle und deren Transportmöglichkeiten mit der Eisenbahn zurück. Pottasche wurde nun aus bergmännisch gewonnenem Kalisalz oder in industriellen Syntheseverfahren hergestellt.
Der Lehrer und Heimatforscher Lukas Grünenwald (1858–1937) erinnerte sich aus seiner Jugend in Dernbach (Pfalz):